# Transit (Astrologie)
Ein Transit (Plural Transite) ist in der Astrologie der Zeitpunkt bzw. der Zeitraum, in dem ein Planet einen Aspekt zu einem anderen Horoskopfaktor bildet, insbesondere zu einem anderen Planeten oder einem der Kardinalpunkte (Aszendent, Deszendent, Medium coeli und Imum coeli).
Ähnlich wie bei Aspekten werden auch Transite in ihrer Bedeutung für das Horoskop unterschieden. So gelten Transite langsam laufender Planeten wie Jupiter und Saturn als wichtiger als die Transite von schnell laufenden Planeten wie Mond oder Merkur. Außerdem kann bei Rückläufigkeit von Planeten eine Transitstelle mehrfach überschritten werden, wobei mehrfache Transite als bedeutsamer als einfache Transite gesehen werden.
Wie bei Aspekten werden auch bei Transiten Stärke (eine Konjunktion gilt als stärker als ein Sextil) und Orbis einbezogen, wobei es beim Orbis in diesem Fall nicht um einen fixen Abstand geht, sondern um den Zeitraum, in dem sich der laufende Planet im Abstandsbereich befindet und der Transit als wirksam betrachtet wird.
Im Gegensatz zum Transit in der Astronomie, bei dem ein Himmelskörper einen anderen teilweise verdeckt und die beiden Himmelskörper daher stets in Konjunktion stehen, stehen beim astrologischen Transit auch bei Konjunktion die beiden Planeten nicht (von der Erde aus gesehen) in gerader Linie, da in der Astrologie nur die ekliptische Länge betrachtet wird, nicht aber die ekliptische Breite, das heißt, die beiden Planeten können auch bei exakt gleicher Position auf dem Tierkreis am Himmel einen Abstand von mehreren Grad haben.